# Tricholosporum violaceum
Tricholosporum violaceum là một loài nấm trong họ Tricholomataceae. Found in Costa Rica, the species was described as new to science năm 1996.